# Lista de governadores do Piauí por idade
Na formação desta lista foram consultados arquivos do Senado Federal, Câmara dos Deputados, Tribunal de Justiça do Piauí, Tribunal Regional Eleitoral e Tribunal Superior Eleitoral.

## Governadores eleitos pós-Segunda Guerra Mundial
Esta relação lista os governadores eleitos a partir de 19 de janeiro de 1947 sendo que a ordem foi montada a partir da posse do primeiro por voto direto conforme a Carta de 1946 e mais tarde indiretamente conforme os ritos do Regime Militar de 1964, que restaurou a eleição direta para o governo estadual em 1982. Nesse ínterim Petrônio Portela governava o Piauí quando da deposição do presidente João Goulart e Hugo Napoleão estava à frente do Executivo durante os eventos que levaram à Nova República.
Os governadores constam na relação seguinte conforme os mandatos exercidos por cada um sendo que a Emenda Constitucional nº 16, de 4 de junho de 1997, instituiu a reeleição para cargos executivos beneficiando os eleitos a partir de Mão Santa. Desde então foram reeleitos Mão Santa, Wellington Dias e Wilson Martins e derrotados Hugo Napoleão e Moraes Souza Filho (Zé Filho).
| Governador                       | Cidade onde nasceu  | Unidade federativa | Nascimento              | Data da posse          | Idade ao assumir  | Referências   |
| -------------------------------- | ------------------- | ------------------ | ----------------------- | ---------------------- | ----------------- | ------------- |
| José da Rocha Furtado            | União               | Piauí              | 24 de fevereiro de 1909 | 28 de abril de 1947    | 38 anos, 63 dias  | [ 6 ]         |
| Pedro Freitas                    | José de Freitas     | Piauí              | 1º de março de 1890     | 31 de janeiro de 1951  | 60 anos, 336 dias | [ 7 ]         |
| Gaioso e Almendra                | Teresina            | Piauí              | 3 de outubro de 1899    | 25 de março de 1955    | 55 anos, 173 dias | [ 8 ]         |
| Chagas Rodrigues                 | Parnaíba            | Piauí              | 8 de novembro de 1922   | 25 de março de 1959    | 36 anos, 137 dias | [ 9 ] [ 10 ]  |
| Tibério Nunes                    | Oeiras              | Piauí              | 18 de setembro de 1922  | 3 de julho de 1962     | 39 anos, 288 dias | [ 11 ]        |
| Petrônio Portela                 | Valença do Piauí    | Piauí              | 12 de outubro de 1925   | 25 de março de 1963    | 37 anos, 164 dias | [ 12 ]        |
| José Odon Maia Alencar           | Picos               | Piauí              | 6 de outubro de 1928    | 12 de agosto de 1966   | 37 anos, 310 dias | [ 13 ]        |
| Helvídio Nunes                   | Picos               | Piauí              | 28 de setembro de 1925  | 12 de setembro de 1966 | 40 anos, 350 dias | [ 14 ]        |
| João Turíbio Monteiro de Santana | Teresina            | Piauí              | 13 de outubro de 1911   | 14 de maio de 1970     | 58 anos, 213 dias | [ 15 ]        |
| João Clímaco d'Almeida           | Teresina            | Piauí              | 30 de março de 1910     | 15 de maio de 1970     | 60 anos, 46 dias  | [ 16 ]        |
| Alberto Silva                    | Parnaíba            | Piauí              | 10 de novembro de 1918  | 15 de março de 1971    | 52 anos, 125 dias | [ 17 ] [ 18 ] |
| Dirceu Arcoverde                 | Amarante            | Piauí              | 7 de setembro de 1925   | 15 de março de 1975    | 49 anos, 189 dias | [ 19 ]        |
| Djalma Veloso                    | Valença do Piauí    | Piauí              | 21 de outubro de 1921   | 14 de agosto de 1978   | 56 anos, 297 dias | [ 20 ]        |
| Lucídio Portela                  | Valença do Piauí    | Piauí              | 8 de abril de 1922      | 15 de março de 1979    | 56 anos, 341 dias | [ 21 ]        |
| Hugo Napoleão                    | Portland            | Oregon             | 31 de outubro de 1943   | 15 de março de 1983    | 39 anos, 135 dias | [ 22 ] [ 23 ] |
| Bona Medeiros                    | União               | Piauí              | 24 de dezembro de 1930  | 14 de maio de 1986     | 55 anos, 141 dias | [ 24 ]        |
| Alberto Silva                    | Parnaíba            | Piauí              | 10 de novembro de 1918  | 15 de março de 1987    | 68 anos, 125 dias | [ 17 ] [ 18 ] |
| Freitas Neto                     | Teresina            | Piauí              | 13 de março de 1947     | 15 de março de 1991    | 44 anos, 2 dias   | [ 25 ] [ 26 ] |
| Guilherme Melo                   | Teresina            | Piauí              | 25 de junho de 1952     | 30 de março de 1994    | 41 anos, 278 dias | [ 27 ] [ 28 ] |
| Mão Santa                        | Parnaíba            | Piauí              | 13 de outubro de 1942   | 1º de janeiro de 1995  | 52 anos, 80 dias  | [ 29 ]        |
| Mão Santa                        | Parnaíba            | Piauí              | 13 de outubro de 1942   | 1º de janeiro de 1999  | 56 anos, 80 dias  | [ 29 ]        |
| Kleber Eulálio                   | Teresina            | Piauí              | 20 de agosto de 1954    | 9 de novembro de 2001  | 47 anos, 81 dias  | [ 30 ]        |
| Hugo Napoleão                    | Portland            | Oregon             | 31 de outubro de 1943   | 19 de novembro de 2001 | 58 anos, 19 dias  | [ 22 ] [ 23 ] |
| Wellington Dias                  | Oeiras              | Piauí              | 5 de março de 1962      | 1º de janeiro de 2003  | 40 anos, 302 dias | [ 31 ] [ 32 ] |
| Wellington Dias                  | Oeiras              | Piauí              | 5 de março de 1962      | 1º de janeiro de 2007  | 44 anos, 302 dias | [ 31 ] [ 32 ] |
| Wilson Martins                   | Santa Cruz do Piauí | Piauí              | 17 de maio de 1953      | 1º de abril de 2010    | 56 anos, 319 dias |               |
| Wilson Martins                   | Santa Cruz do Piauí | Piauí              | 17 de maio de 1953      | 1º de janeiro de 2011  | 57 anos, 229 dias | [ 33 ]        |
| Moraes Souza Filho               | Parnaíba            | Piauí              | 13 de fevereiro de 1970 | 4 de abril de 2014     | 44 anos, 50 dias  | [ 34 ]        |
| Wellington Dias                  | Oeiras              | Piauí              | 5 de março de 1962      | 1º de janeiro de 2015  | 52 anos, 302 dias | [ 31 ] [ 32 ] |
| Wellington Dias                  | Oeiras              | Piauí              | 5 de março de 1962      | 1º de janeiro de 2019  | 56 anos, 302 dias | [ 31 ] [ 32 ] |
| Regina Sousa                     | União               | Piauí              | 4 de julho de 1950      | 31 de março de 2022    | 71 anos, 270 dias | [ 35 ]        |

## Recordes dos governadores
O mais jovem a tomar posse foi Chagas Rodrigues (36 anos, 137 dias em 1959) e a mais velha foi Regina Sousa (71 anos, 270 dias em 2022).
Considerando apenas os casos de eleição direta, o recorde de permanência no governo pertence a Wellington Dias: 2.647 dias consecutivos em seus dois primeiros mandatos, mesmo número somado nos outros dois.
Chagas Rodrigues era governador quando nasceu Wellington Dias e quando este exercia seu primeiro mandato eletivo, Chagas Rodrigues exercia o seu último e quando da morte do político parnaibano o governador do Piauí era exatamente Wellington Dias.

## Governadores por tempo de vida
Os nomes foram relacionados em ordem decrescente cabendo aos que ainda estão vivos uma distinção em negrito e a contagem do tempo levando-se em conta a sua idade em 9 de agosto de 2025.
| Nome                             | Nascimento              | Falecimento             | Idade              | Governador ao nascer    | Governador ao falecer  |
| -------------------------------- | ----------------------- | ----------------------- | ------------------ | ----------------------- | ---------------------- |
| Pedro Freitas                    | 1º de março de 1890     | 9 de fevereiro de 1990  | 99 anos e 345 dias | Taumaturgo Azevedo      | Alberto Silva          |
| José da Rocha Furtado            | 24 de fevereiro de 1909 | 27 de fevereiro de 2005 | 96 anos e 3 dias   | Anísio de Abreu         | Wellington Dias        |
| Lucídio Portela                  | 8 de abril de 1922      | 30 de outubro de 2015   | 93 anos e 205 dias | João Luís Ferreira      | Wellington Dias        |
| Alberto Silva                    | 10 de novembro de 1918  | 28 de setembro de 2009  | 90 anos e 322 dias | Eurípedes Aguiar        | Wellington Dias        |
| José Odon Maia Alencar           | 6 de outubro de 1928    | 13 de junho de 2017     | 88 anos e 250 dias | João de Deus Pires Leal | Wellington Dias        |
| Bona Medeiros                    | 24 de dezembro de 1930  | 6 de abril de 2017      | 86 anos e 103 dias | Humberto de Arêa Leão   | Wellington Dias        |
| Chagas Rodrigues                 | 8 de novembro de 1922   | 7 de fevereiro de 2009  | 86 anos e 91 dias  | João Luís Ferreira      | Wellington Dias        |
| Djalma Veloso                    | 21 de outubro de 1921   | 8 de maio de 2007       | 85 anos e 199 dias | João Luís Ferreira      | Wellington Dias        |
| João Clímaco d'Almeida           | 30 de março de 1910     | 9 de setembro de 1995   | 85 anos e 163 dias | Antonino Freire         | Mão Santa              |
| Mão Santa                        | 13 de outubro de 1942   | Pessoa viva             | 82 anos e 300 dias | Leônidas Melo           |                        |
| Hugo Napoleão                    | 31 de outubro de 1943   | Pessoa viva             | 81 anos e 282 dias | Leônidas Melo           |                        |
| Freitas Neto                     | 13 de março de 1947     | Pessoa viva             | 78 anos e 149 dias | Teodoro Sobral          |                        |
| Gaioso e Almendra                | 3 de outubro de 1899    | 10 de maio de 1976      | 76 anos e 220 dias | Artur de Vasconcelos    | Dirceu Arcoverde       |
| Regina Sousa                     | 4 de julho de 1950      | Pessoa viva             | 75 anos e 36 dias  | José da Rocha Furtado   |                        |
| Helvídio Nunes                   | 28 de setembro de 1925  | 3 de novembro de 2000   | 75 anos e 36 dias  | Matias Olímpio          | Mão Santa              |
| Wilson Martins                   | 17 de maio de 1953      | Pessoa viva             | 72 anos e 84 dias  | Pedro Freitas           |                        |
| Kleber Eulálio                   | 20 de agosto de 1954    | Pessoa viva             | 70 anos e 354 dias | Pedro Freitas           |                        |
| Guilherme Melo                   | 25 de junho de 1952     | 21 de abril de 2021     | 68 anos e 300 dias | Pedro Freitas           | Wellington Dias        |
| Wellington Dias                  | 5 de março de 1962      | Pessoa viva             | 63 anos e 157 dias | Chagas Rodrigues        |                        |
| João Turíbio Monteiro de Santana | 13 de outubro de 1911   | 10 de fevereiro de 1971 | 59 anos e 120 dias | Antonino Freire         | João Clímaco d'Almeida |
| Moraes Souza Filho               | 13 de fevereiro de 1970 | Pessoa viva             | 55 anos e 177 dias | Helvídio Nunes          |                        |
| Petrônio Portela                 | 12 de outubro de 1925   | 6 de janeiro de 1980    | 54 anos e 86 dias  | Matias Olímpio          | Lucídio Portela        |
| Dirceu Arcoverde                 | 7 de setembro de 1925   | 16 de março de 1979     | 53 anos e 190 dias | Matias Olímpio          | Lucídio Portela        |
| Tibério Nunes                    | 18 de setembro de 1922  | 19 de julho de 1974     | 51 anos e 304 dias | João Luís Ferreira      | Alberto Silva          |

      Pessoa viva       Pessoa falecida

## Governadores por local de nascimento
Por ora relacionamos apenas os eleitos a partir de 19 de janeiro de 1947.
| Cidade              | UF     | Relação de governadores                                                                                                   | Total |
| ------------------- | ------ | --- | ----- |
| Teresina            | Piauí  | Gaioso e Almendra, João Turíbio Monteiro de Santana, João Clímaco d'Almeida, Freitas Neto, Guilherme Melo, Kleber Eulálio | 6     |
| Parnaíba            | Piauí  | Chagas Rodrigues, Alberto Silva, Mão Santa, Moraes Souza Filho                                                            | 4     |
| Valença do Piauí    | Piauí  | Petrônio Portela, Djalma Veloso, Lucídio Portela                                                                          | 3     |
| União               | Piauí  | José da Rocha Furtado, Bona Medeiros, Regina Sousa                                                                        | 3     |
| Picos               | Piauí  | José Odon Maia Alencar, Helvídio Nunes                                                                                    | 2     |
| Oeiras              | Piauí  | Tibério Nunes, Wellington Dias                                                                                            | 2     |
| José de Freitas     | Piauí  | Pedro Freitas | 1     |
| Amarante            | Piauí  | Dirceu Arcoverde | 1     |
| Portland            | Oregon | Hugo Napoleão | 1     |
| Santa Cruz do Piauí | Piauí  | Wilson Martins | 1     |